# أل سميث
أل سميث (15 يناير 1947 ببيوريا في الولايات المتحدة - 19 ديسمبر 2022) (بالإنجليزية: Al Smith)‏ هو لاعب كرة سلة أمريكي في مركزي هجوم خلفي وهجوم صغير الجسم. لعب مع دنفر ناغتس ويوتاه ستارز.

## وصلات خارجية
- أل سميث على موقع سبورتس رفرنس (الإنجليزية)
- أل سميث على موقع كلية كرة السلة في سبورتس رفرنس.كوم (الإنجليزية)
- أل سميث على موقع ريلجم (الإنجليزية)
- أل سميث على موقع بروبوليرز (الإنجليزية)